# Велика Кемсола
Велика Кемсо́ла (рос. Большая Кемсола, марій. Кугу Кемсола) — присілок у складі Новотор'яльського району Марій Ел, Росія. Входить до складу Старотор'яльського сільського поселення.
В радянські часи існував населений пункт Кем-Сола, який нині розділений на присілки Велика Кемсола та Мала Кемсола.

## Населення
Населення — 111 осіб (2010; 109 у 2002).
Національний склад (станом на 2002 рік):
- марійці — 99 %